# Teruzane Utada
Teruzane Utada (宇多田 照實?, Utada Teruzane; Yamaguchi, 21 luglio 1948) è un compositore, musicista e produttore discografico giapponese.

## Biografia
Dopo essersi sposato con la cantante Keiko Fuji, Utada divenne il suo manager ufficiale, sino a diventare anche scrittore e compositore sia per la moglie che per altri cantanti giapponesi, tra cui la figlia, Utada Hikaru, per la quale ha anche prodotto tutti i suoi album, tra cui il suo celebre album di debutto First Love, il più venduto nella storia del Giappone con oltre 7 milioni di copie al suo attivo nella sola terra nipponica.
In alcuni dischi è accreditato con pseudonimi quali Sking U, Teruzane Skingg Utada e Teruzane Sking.
Ha divorziato dalla moglie sette volte.